# ES Guelma

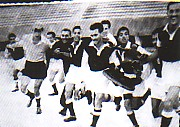
ESFM Guelma en 1955.

El ES Guelma (en árabe: الترجي الرياضي القالمي‎) es un equipo de fútbol de Argelia que juega en el Liga Inter-Regiones, la tercera división de fútbol en el país.

## Historia
Fue fundado el 4 de abril de 1924 en la ciudad de Guelma, y es el primer equipo de fútbol de origen musulmán de la región de Annaba con el nombre Espérance Sportive Franco Musulmane Guelmoise, y han cambiado de nombre en varias ocasiones:
- 1924: Étendard Sportif Musulman Guelmois (ESMG),
- 1937: Étoile Sportive Musulman Guelmois (ESMG).
- 1939: Espérance Sportive Guelmoise (ESG).
- 1940: Espérance Sportive Musulmane de Guelma ESMG.
- 1962-1969: Espérance Sportive Guelmoise (ESG).
- 1969-1978: Espérance Sportive Mairie de Guelma (ESMG).
- 1978-1991: Espérance Sportive Mécanique de Guelma (ESMG).
- Desde 1991: Espérance Sportive Guelmoise (ESG).

Sus primeros logros llegaron en la década de los años 1950s, en donde logró ganar el título de la Liga de Constantine en tres ocasiones, y a mediados de la década de los años 1960s llegó a jugar en el Campeonato Nacional de Argelia.
En total el club ha participado en más de 15 temporadas en el Campeonato Nacional de Argelia, donde su mayor logro ha sido un subcampeonato en 1966.

## Palmarés

### Nacional
- Primera División de Argelia: 3

1975/76, 1978/79, 1981/82
- Liga de Constantine: 3

1952, 1954, 1955

### Internacional
- Campeonato de África del Norte: 1

1955